# 秋本・カトリーヌ・麗子
秋本・カトリーヌ・麗子（あきもと カトリーヌ れいこ、Reiko Catherine Akimoto）は秋本治原作の漫画およびアニメ版『こちら葛飾区亀有公園前派出所』に登場する架空の女性警察官であり、本作のヒロインである。
なお、当記事では麗子の家族についても解説する。

## 人物
日本人とフランス人のハーフ。原作・アニメ版ともにミドルネームが省略されて秋本麗子と表示されることが多いが、原作・ドラマ版では「秋本・カトリーヌ・麗子」、アニメ版では「秋本麗子」で統一して使用されている。プレイステーション版テレビゲーム版では、苗字が秋山に変更されている。神戸市出身だが、関西弁を使う描写は皆無。新葛飾警察署交通課所属で亀有公園前派出所に勤務している。一人称は「私」。

亀有駅北口交番前に建立された「麗子像」（2010年）。現在はリリオ館7階の亀有地区センターに移設されている。

原作・アニメ版では西洋人的な純粋な金髪であるが、舞台版では茶髪、ドラマ版では金髪に近い茶髪である。瞳の色は原作では青だが、アニメ版では茶色である。
ストーリー上の初登場は原作では第11巻第100話、アニメ版では第1話から既に派出所に勤務しているという設定。よって第2話で新人警察官になった中川圭一よりも前から派出所勤務となっている。ただしアニメスペシャル版（2008年）では、中川の方が先に勤務している。初登場は病気の寺井洋一の補欠員として登場し、ベティ・ブープがデザインされたミニパトに乗って派出所のドアを突き破るというド派手な登場であった。ブレーキとアクセルを間違える、急発進して相手の車にぶつけたのに謝らず相手を逮捕する、部長に陰口をたたかれて花瓶をぶつけるなど当初は乱暴な面が描かれた。当時の『こち亀』はまだ劇画調で女性キャラクターもあまりいない時期（麗子以外の主な女性キャラは大原大次郎の娘・ひろみ、タバコ屋の佐々木洋子くらい）であった。また、お嬢様らしくわがままで、両津勘吉と対抗できるほど気の強いキャラクターにしたところ、原作者曰く「意外と普通に動いてくれた」こともあり、その後レギュラーとなり、派出所の紅一点として不動の地位を得る。
その他、原作の登場当時は犬嫌い（しかし、回想場面では幼い頃に犬と一緒にいたことがある）・水泳が苦手など、いくつか弱点があったり、また射撃の腕前はピカイチ（オリンピックで金メダルを取ったことがある）で、両津顔負けのハチャメチャぶりを発揮していたりしていたが、年数が経つ（巻数を重ねる）につれて、犬嫌いや苦手な水泳などを克服していき（いずれも両津が一計を案じた結果）、常識人となり、ドライビング（ただし、高速道路を200km/hで運転するスピード狂）、ファッション関係、料理、スポーツなど幅広い知識と才能を発揮し、母性も併せ持つスーパーレディとなっている（気の強さと射撃の腕前は残っている）。それだけに男性からの交際の申し込みも多いが、「結婚を考えている男性はいない」として全て最終的に破談になっている。父親は早く麗子には結婚して欲しい（秋本財閥の跡取りが欲しい）のだが、本人はあまりその気はないようである。
原作は犬嫌いだったため初期に登場していた「犬」を見ただけで悲鳴をあげモノを投げつける始末だったが、これによって責任を感じた犬が派出所を家出。そんな中、麗子は子供が川で溺れている現場を目撃し、助けようとするも二次災害により自身も溺れかねない状態になる。そこへ一部始終を見ていた犬が両津たちを連れてきたことにより麗子と子供は救助され、以後は麗子も犬嫌いを克服し犬を大切に扱うようになった。初期の頃にはルルや第129巻第5話ではセアラという犬を飼っている。麗子はセアラをハワイに連れて行こうとしたことがあり、その時に両津が無理やりセアラと成りすまして入れ替わって生活していた。原作では麗子は最後までそのことに気付かなったが、アニメ版では途中で気付いたため、結末が異なる。アニメ版では、セアラはその後の話（第335話「ちっちゃな両ちゃん」）で再会した時に、両津の頭部に噛み付いたことがある。
また、ピアノの家庭教師もやっており、受験生の何人かを音楽大学、芸術大学に合格させている。自宅にはグランドピアノを置き、（コミックス上では、白いピアノ）防音室もある。「部長の家族幸せ計画!!」で白いピアノが登場する。
ケーキ作りが趣味だが陶芸家並にこだわるため、少しでも見てくれが悪ければ完成品とは認めない。一方で腕は確かなので回りが趣味として放っておかず、麗子も父親の顔を立てるため小売店などに手作りのものを届けている。これに目をつけた両津は劣化品の偽麗子ケーキを作り、他所のデパートに売りつけ利益を得ていたが、そのことを知った麗子は大いに怒り軍用ヘリを用いて両津を追い回し降参させた。
6歳からバレエスクールを習ってたため、体が非常に柔らかく、婦警たちにバレエを教える際、「180度開脚」や「I字バランス」を難なくこなした（「バレエの妖精」より）。
貸与される制服は着ておらず、初登場時からピンク色（緑系統や青系統に着色されることがあったが、現在では統一されている）の制服を着ているが、警視庁制服課の許可証があるため、周囲の警察官から文句を言われることはほとんどない。登場当時は現在より胸元が開いていた。また、アニメ版と原作では色は同じであるもののデザインが異なっている。また、スカートが短いのは「動きやすいから」という理由であり、一度両津に注意され標準のスカートを穿いたことがあったが、痴漢を追跡する際走りにくいとして破り裂き、すぐに元の丈にもどしている。またTVドラマ版の制服も襟に黒ラインが入っているなど、デザインが変更されている。
連載が進むにつれて巨乳が強調されることが多くなり、特に扉絵ではビキニ姿などで胸が大写しになることもしばしばであった。作中でも「でかすぎ」と一部の登場人物に呆れられることもあった。
愛車は表紙などでMiniなどとされたこともあったが、中川がフェラーリ F40に乗るようになった時期から、その対比としてポルシェやランボルギーニを愛用するようになった。運転はかなり乱暴で両津曰く「スピード狂」。ただし本人の自覚は薄く、中川のメチャ運転より自分の方がマシだと思っていたため両津から突っ込みを受けた。
金銭感覚については、社長令嬢とはいえ初期は普通で、月1500万円の小遣いをもらう見合い相手が「それでも足りない」と言うのを「使いすぎ」だと指摘して「一円を笑う者は一円に泣く」ということわざを用いたり、「親からは仕送りを貰ったことがなく、給料だけで十分」と言っていた。しかし、2000年代あたりからは異常な金銭感覚の中川側につくこともある。また、現在では東京の一等地に纏が巨大なマンションと見間違えるような建物で一人暮らしをしている。父親から（勝手に）送られたマンションや屋敷で生活していることもあった。単行本第53巻第1話「麗子の秘密」によると、好意を寄せる男性陣からの一方的な電話やプレゼントに悩まされており、そのために頻繁に引っ越しをしている。
現在では、派出所勤務の傍らで会社を何社も経営するようになり、時給はおよそ1億である。
フランスにアニー・ルモアンという7歳の従妹がおり、第174巻で来日した。

### 単行本第69巻第5話「麗子メモリアル」による設定
神戸の貿易会社「秋本貿易」の社長である父の秋本飛飛丸（あきもと ぴゅんぴゅんまる）とフランス人でファッションデザイナー、秋本貿易を傘下に持つ年商7兆の会社マリイ・ローランの社長である秋本フランソワーズの間にフランスのパリで生まれる。小さい頃は男の子が好むようなおもちゃで遊び、モデルにもスカウトされていた。5歳の時に有名菓子店のマスコットガールに選ばれフランス中に注目を集めるが、有名になりすぎてしまい、誘拐事件まで起こってしまった。しかし逆に自分で犯人を捕らえ手柄を立ててしまう。6歳の頃には別荘から抜け出して、一人で列車に乗ってパリから西ドイツにまで行ってしまうほどで、男勝りの行動力は幼少時代から発揮されていた。両親は落ち着く暇もなかったといわれている。
15歳でスイスの名門女子学校に入学する。この女子学校は寄宿舎制度で、世界中からお金持ちが集まってきていて、礼儀作法・しつけ・教養などを始めとして、実に厳しくハードな授業内容であったようである。この頃は幼少から得意だったピアノでコンクールで優勝したり、ヨーロッパケーキコンテストで入賞したり輝かしい成績をおさめた。また、寄宿舎に入った泥棒を、友人の女学生が動揺している中、追いかけて捕まえてしまったこともあった。
17歳で卒業してフランスの両親のもとに戻るが、その後父親の貿易業の地盤を築くために日本へと渡り、原作では国立大学だがアニメ版では港区上品大学へと入学する。卒業後、父が決めた就職先を蹴り、警察学校へと入学、翌年に公園前派出所に配属され、現在に至る。
アニメ版172話「人生をやり直せ!」では中川圭一のテレビゲーム会社が開発したソフトに資産8000億円と出ていた。

## スリーサイズの変化
- バスト：90cm （第20巻2話「鋼鉄の人! の巻」より）
- B/W/H = 89cm / 58cm / 88cm （週刊少年ジャンプ1986年8月25日号　永久保存版JUMPオールキャラクター名鑑）
- B/W/H = 95cm / 58cm / 90cm （第103巻第3話他）
- B/W/H = 95.87cm （ブラジャー着用時のサイズは95.3cm）/ 58.10cm / 90.61cm （第105巻第5話「㊙麗子フィギュア発売中!?の巻」より）
- B/W/H = 95.3cm / 59cm / 90cm （第154巻第6話「超セレブ警官麗子の巻」より）

## 両津との関係
両津は麗子の先輩である。両津に対して好意を持っていることを思わせる言動は数多いが詳細は不明である。中川は「麗子さんは先輩（両津）に気がある」としている。また、長年両津を見てきただけあって、行動パターンはほぼ熟知しており、時には同じく両津の行動パターンを熟知している大原よりも早く見抜くこともある。よく小遣い程度のお金を貸すことがあるが、ほとんど返してもらえない（その金額は第86巻第8話で85万2315円、第108巻第1話で200万円。中川よりは少ない）が、両津にケーキ作りの助手や買い物のアルバイトをさせて返済させている。
- その美貌のせいで男性トラブルやストーカー、盗撮・盗聴、はたまたセクハラ親父などの被害に合うが、その度に両津に助けられている。麗子自身も両津に助けをよく求める。
- ケンカもすることがあり、両津とは互角に渡り合う。時には手を出すこともある。派出所メンバーで両津に実力行使をするのは圧倒的に大原だが、麗子も実力行使しており、パンチで両津を遠くに吹っ飛ばしたこともある[10]。当初は両津を川に投げ飛ばす、女子寮の2階から窓の外に投げ飛ばす、着ぐるみの犬に入った両津に押し倒され火を着けるなどしていたが、後期では両津を逆撫でするような冗談を口にしてしまい、その報復としてヘッドロックをかけられて痛めつけられることが多くなった。
- 初登場以来、両津のことを「両ちゃん」と親しみを込めて呼ぶ。また、（階級が上の両津と）話す時も敬語は使わず、タメ口で接する。
- 両津の変顔写真を携帯に入れている。
- 妹の優も両津のことを気に入っており、どんな相手であろうと全く気にせず公平に接し、自由奔放に生きる両津を理想の男性像として語るほどで、両津の頬にキスをしたこともある。
- 初期のころは普通に両津とデートをしていた。
- 最新型の手錠で繋がってしまい、スペアキーが手に入るまでそのままで寝食・風呂・トイレを共にしたことがある[11]。
- その状態でぬいぐるみの中に眠った両津を隠して見合いに参加したが、途中で両津が目覚めてしまい勝手に動き回ったため破談になった（動くぬいぐるみを見て相手が気味悪がって逃げ出した）[12]。
- 安井財閥の長男・海彦にプロポーズされるも断り、自分のどこがいけないのかと理由を聞かれた際に「憧れてる人がいるのよ。自分の思う通りに生きていていつも明るく人生を楽しめる人。両ちゃんっていうのよ。」と語ったことがある[13]。結局その相手は両津や中川の真似を始めただけというオチだったので、麗子も呆れていた。
- 何度も結婚の話やお見合いの話を蹴ってきた麗子も、（秋本家の財産目当てに婿取りコンテストに参加し優勝した）両津に告白された時にはさすがに戸惑っていた。しかし、両津の目的が財産であると判明したとたんに逆上してしまう[14]。
- アニメ版では両津のクビを阻止するために人格を改善させる研修プログラムを強引に受講させた結果、素行が模範的にまで改善した代わりに気弱になった両津に告白され赤面し戸惑っていた。麻里愛に叱咤された彼が本来の長所を取り戻して事件を解決させ、クビの撤回が決まった後、中川に「満更でも無かったりして」と言われた時も赤面していた[15]。また、両津が大原の紹介でお見合いして、見合い相手の真琴が両津を気に入って付き合いを始めたとき[16]に、それを聞いて暴走するに決まってるであろう麻里愛を焚き付けた。その後は「両ちゃんの良さが分かる子がやっと現れたんだから、喜んであげなきゃ」と小町と奈緒子に言っていたが、その後、少し寂しそうにため息をついたり[17]、白鳥に両津と婚約していると嘘をついたとき、白鳥が「キスできるか？」と聞いたときも「出来るわ」と言ったことがある[18]。
- 両津が人質救出のために電車にはねられて幽体離脱した際、両津が死んだと思った麗子はそれにより気絶[19]してしまった[20]。
- 両津から自分たちと遊んでいて嫁き遅れにならないか心配された際、「いきそびれたら両ちゃんのところにでもいこうかしら」と両津と意味深なやり取りをしたこともある[21]。
- 両津が麗子に入れ替わった振りをしたため、麗子も仕返しにその振りをし、鞭で両津を叩きのめした[22]が、両津に頭グリグリで負けてしまう。それ以前に中川が両津に同様の行為を受けたことがあり、その時も中川が両津の振りをしている。ちなみに仕返しを提案したのは中川である。
- 擬宝珠纏が妊娠していると聞いた時、とても切ない顔をしていた[23]。
- 番外編の時代劇[24]では、「勘吉・お麗」という夫婦として描かれている。
- 大原と同じく両津を信頼していて両津への頼み事も多く、他の署員が「何で野蛮人に頼むの？」と言う中、理由を説明している。
- ケーキ作りや編み物、ビーズ手芸などを両津に教えている。反面両津からは、ロボットアニメ・「ガムダン」や、プラモデル製作についてのレクチャーを受けた。但し、両津のケーキ作りについては麗子がケーキ屋のバイトを紹介した事で始めている。
- 時々両津を自宅に招く事があるが、風呂上がりのバスタオル姿でも恥ずかしがらず普通に接している。
- 等身大「麗子人形」を作る際、両津に薬で眠らされ服を脱がされて採寸されたことがある（描写ではブラジャーの上から採寸されたが、次のページではバストサイズのデータが微増しており、123巻では裸にして実測したと両津が話しており、おそらく後にブラジャーも外されたと考えられる）なお、等身大麗子人形は実際に製作されたことがある（非売品）。
- ただそんな両津でも、麗子を恐れる事がある。例えば駐車違反の取締りの際、麗子のあまりのスピード狂と正義感の強さを助手席で目の当たりにした両津は、中川の新車を使いつつ上手くなだめたはずであったが、最終的に麗子は猛スピードで違反者を追跡し、中川の新車と違反者の車を破壊したということがあり、麗子ドールも企画段階で「麗子はヤバイからパス」と一旦は拒否するものの、金に目がくらんで作ってしまう。眠らせて採寸している時に麗子が起きかけた時は頭を撫でながら子守唄を歌い寝かせて切り抜けたが、「こんな所を見られたらパンチだけじゃすまない」と急いで採寸している。
- この時両津は寺井と中川に、「あんな奴を嫁にしたら恐ろしくてたまらん」と話しており、中川と寺井も賛同していた[25]。
- たまに両津を戒めるためのお仕置きをすることもあり、作中では大原以外では唯一、追跡による武装お仕置きを単独で実行したことがある（大原との協力の他、署長とも実行している）。
  - 108-1『ケーキ屋れいちゃんの巻」では、トラヒゲデパートから麗子手製のケーキの販売をさせてほしいと頼まれるも拒否。しかしそこに目をつけた両津は勝手にケーキを自作し、それを麗子手製と嘘をついてデパートに卸し、金儲けをしていた。やがてバレるのが時間の問題となり、両津は味が大幅に劣化した偽麗子ケーキをデパートに売りつける。「ケーキがまずい」との苦情が来たとデパート側が麗子に訴えたために事の次第が明らかとなり、麗子はこれに憤慨。両手に大金を持って群馬に逃亡していた両津を「絶対に許さないわよ、両ちゃん!」と言いながら武装ヘリで空爆した。それに対して両津は「わかった、わしの負け!」「たかが、ケーキぐらいで怒ると思わなかったよ!まったく!」と騒いでいた。
  - 154-6『超セレブ警官麗子の巻』では、麗子を取材した番組を撮影する際に両津が「金持ち自慢は反感を買う」という理由で貧乏キャラに仕立て上げたものの、最後のほうでセレブだということが明らかとなったため、応急処置策として放送中に「若づくりをしているが実年齢は50歳」「生活費はすべて化粧品に!」などと勝手に嘘八百のナレーションをつけた。これに麗子は憤慨し、放送終了後に自転車で逃亡する両津を「もぉ、絶対に許さないわよ〜!!」と言いながら武装ヘリで空爆した。それに対して両津は「おい、やめろ!」「その為の誓約書なんだぞ、麗子〜!!」と騒いでいた。
  - なお、麗子単独でお仕置きを決行したこともある。121-9「超興奮!?麗子ウォッチング！の巻」では、両津が麗子の部屋の覗き行為をやっていたため、麗子はガラス張りの部屋に両津を閉じ込めた。また151-4「クリスマスVS男祭!!～真冬の決闘～の巻」では、クリスマスに独り身の寂しい男たちを集め、ふんどし一枚でカップルの集う場所を巡る「漢←祭（おとこまつり）」を決行したことで町中が大パニックになったため、麗子は東京湾上で両津たちの乗っていたヘリを攻撃した）。
- 第168巻の表紙カバー裏では両津家の親戚が集合しているが、ここに麗子も加わっており、「両さんの後輩。将来のお嫁さん？日本有数の貿易会社・秋本貿易のご令嬢。」と紹介されている。
- かつて『ジャンプ』で行われた読者投票の結果（まだ纏や早矢といったキャラクターが登場していなかった時期）、両津とのベストカップルに麗子が選ばれ、この読者アンケートの結果をもとに短期公開された「インターネットだけのこち亀2000回」では両津の妻として登場している（結婚しても「両ちゃん」と呼んでいる）。18年後の2017年のコミックス第200巻が発売される頃を描いたものであるが、実際に2017年に第200巻で連載終了した時点では、両津との関係は進展していない。なお、後に刊行された「Kamedas2」における両津の理想の結婚相手アンケートでは、纏や早矢を抑えて第1位を取っている。
- 両津が他の部署に異動になった際には「心に穴があいた様にさみしい」と語り、占い師（実は変装した両津）に「両津勘吉という男性が好きなんですが、彼と私の将来について占って下さい」と頼んだことがある[26]。
- アニメ版では絵崎の発明品などによる影響で両津の人格が真面目になった際に頼りにしつつも寂しさを覚え、性格が元に戻ると中川や寺井とともに安心する描写が多かった[27]。最終回（第344話）「さよなら両さん大作戦」では最初は両津の不真面目ぶりにあきれていたが、その翌日以降両津が真面目になった日々が続いてからは「いったいどうしたのかしら？」と不思議に思ったが、大原達や住民達同様に見直すようになった。その後、両津が転勤するニュースを聞いて「本当にいなくなっちゃうのはショック。今まで両ちゃんのトラブルに巻き込まれたけど、今思うと楽しい思い出のように感じるんです」と寂しがった。数日後、中川とともに送別会で送辞を述べたものの、屯田宛の警視総監による電話で転勤の件が嘘だったと知ると両津にこれまでにない怒りをぶつけた。その後の最終回（第344話）のおまけ[28]では幼稚園児たちの交通安全指導をしている最中に両津が身だしなみが悪いまま大急ぎで派出所に出勤した両津を見て「両ちゃん、みっともないでしょ」と言いながら中川とともに追いかけ、自転車に乗った両津や他の人たちと一緒に派出所に突っ込んで派出所が半壊し、とりあえず気を取り直して視聴者への挨拶をした後に派出所が全壊して大原が両津に「この後始末はどうするのか」と問い詰められた際、両津が中川達に後始末をゆだねて逃げていく両津を見て唖然としていた。

## 家族・一族

### 秋本 飛飛丸（あきもと ぴゅんぴゅんまる）
声：西村知道（第13話 - 2002年スペシャル放送前）→石井康嗣（2002年 - ）/ 演：大和田伸也（ドラマ版）
麗子の父で、神戸の年商2000億円の貿易会社・秋本貿易の社長。妻はフランス人だが、娘達とは異なりフランス語は一切話せないので日常会話に通訳を使っている。コスプレ姿で出てくることが多い。自分の家族の人数については、話の展開でどうなるか分からないので把握していない。娘の婚約者を選ぶ大会では財産目当てに出場した両津を落とそうと無茶苦茶なルールを作る。両津とはオヤジ同士気が合うが、麗子絡みになると豹変し「この間男！」とバットで殴ることもあった。
当初は会社の跡取りとして男の子の誕生を望んでいたため、麗子・優の姉妹が誕生した時はズッコケていたが、打って変わって現在は娘を溺愛している。麗子に高級マンションや邸宅を送りつけるなど大甘。一方で早く嫁に行くよう娘に無理矢理見合いをさせようとするので、麗子に煙たがられている。「ヨーロッパ横断!麗子救出大作戦」によると総資産2兆円と言われている。
いい加減な面があり、初登場時に両津から「子供は全部で何人いるんだ?」と聞かれた際、「今後は（麗子の）もう一人の妹が出るか、兄や弟が出るか、私にもわからん。」と答えた。なお、飛飛丸と優が初登場した第48巻から最終巻の第200巻までを見ると、他の兄弟（妹）が登場する様子もなく、彼の子供は麗子と優の2人だけある。

### 秋本 フランソワーズ（あきもと フランソワーズ）
麗子の母で、フランス人。日本語は一切しゃべれず、娘達（麗子・優）とはフランス語で会話するが、フランス語の話せない夫・飛飛丸とは通訳を用いて会話する。世界的なファッションデザイナーであり、「マリィ・ローラン」というデザイナーネームを名乗っている。そのグループの年商は約7兆円。秋本貿易はこのグループの末端会社の1つである。第200巻では、中川の両親と商談するために来日している。
フランソワーズの母はすでに故人で、ダニエル・アルベーヌという名前のみ判明している。

### 秋本 優（あきもと ゆう）
声：佐藤めぐみ（2008年）
麗子の妹で、オックスフォード大学の学生。麗子のことは「麗（れい）」と呼んでいる。ポニーテールの美少女で姉よりスタイルは劣るが可愛らしい容姿の持ち主。
両津になついており、一時期は頻繁に登場したがやがて出番はなくなった。フランス語はもちろん、オックスフォード大学の学生であるため、英語も話せる。日本に来た時、週刊誌のカメラマンに写真を撮られたのがきっかけで本人も知らないうちに芸能界デビューしてしまい、インタビューの際に「両津が好き」と言ってしまったため、両津はマスコミに追い回されるハメになってしまう。この告白を聞いた両津は「可愛いな」と冗談として受け取り微笑ましく笑っている。その後、麗子の策略により有名人相手に次々と嘘の恋人宣言を行い、マスコミは両津から離れていき、最終的に自分のそっくりさんと入れ替わって元の生活に戻った。彼女自身も「新しい優ちゃんはお芝居も歌も上手」と述べており未練はないようだった。
アニメ版ではスペシャルに一度登場した。麗子のマンションを訪れ、父からの伝言である「神戸の住宅を引き払いフランスへ永住するから警察官をやめてついてきてほしい」ことを告げた。しかし麗子から「私は葛飾が好き。葛飾の皆が好き」という言葉を聞き、素直に引き下がった。また、エンディング「ブヴェーのビヤビヤ」の集合シーンに10年早く先行登場している（ただし髪の色は茶髪である）。

### アニー・ルモアン
第174巻に登場した麗子の7歳の母方の従妹。フランス人。ジュニアクラスのフェンシングをしており大会に出るほどの実力を持つ。『となりのトトロ』など日本のアニメが好き。

## 演じた人物
1985年のスペシャル・アニメ版での声優は土井美加、テレビアニメ版以降での声優は森尾由美。
舞台版での女優は細川直美（第1作）→大河内奈々子（第2作・第3作）→森下千里（第4作）→原幹恵（第5作）。テレビドラマ版、2011年実写映画版での女優は香里奈。

## 補足
- ストーリー上は第11巻が初登場であるが、『ジャンプ』本誌に登場後間もない単行本第8巻表紙において早くも登場している。また、発行されている版では第4巻第10話「野球狂の男の巻」に登場しているが、「派出所自慢の巻」が単行本において差し替えが行われたためである（「野球狂の男の巻」の初出は「こちら葛飾区亀有公園前派出所 -下町奮戦記-」の描き下ろし）。
- 原作の連載当初作者は山止たつひこ名義で活動していたが、後に本名の秋本治で漫画家活動を行うことにした作者は自身の名前を定着させるために、当初は一発キャラの予定で麗子を登場させたという[30]。
- 水着姿・下着姿の描写は現在では珍しくなくなったが、第53巻第1話の「麗子の秘密の巻」では冒頭でシャワーを浴びている描写があり、乳首は湯気で隠されていた。作者曰く「最初は湯気がなかったが、少年誌ではダメであるという理由で修正した」とのことである。このように、原作者は女性キャラのヌードを一切描かない（ただし、『Mr.Clice』では、第1巻のみ乳首付きのヌードを描いている）。『スーパージャンプ』2011年19号の「こち亀13誌出張版」で麗子と麻里愛の乳首が公開されたが、第999巻「13誌出張版の巻」では少年誌コミックスということで、湯気やブラジャーで修正が加えられている。また、『ジャンプSQ』2011年11月号の「こち亀13誌出張版」で『Mr.Clice』の繰巣陣の乳首も公開されているが、麗子、麻里愛同様にコミックス版では乳首に修正が加えられている。
- 中川のことは「圭ちゃん」と親しみを込めて呼ぶ。基本的に親しい同年代以下の女性には下の名前でちゃん付け。また本田速人のことを「本田くん」と呼ぶ（アニメ版では「本田さん」）。
- 家紋は撫子枝丸（第112巻第5話「家紋ベイビー!! の巻」）。
- 作者がWebサイトを開設し、ネット進出をした記念に、作品の公式ページ上にごく僅かな期間だけ「20年後のこち亀」という話で両津と夫婦になっている話が掲載されていた[31]。
- 原作・アニメ版共々、ほとんどの場合ミドルネームを省略した「秋本麗子」と表記されている。
- ほとんどの人物から名前で呼ばれることが多く、「秋本巡査」と名字で呼ばれることは非常に稀で初登場時と特殊刑事課の物知り刑事の時に呼ばれた程度。部長や署長は「麗子君」と呼び、呼捨で呼ぶのは両津と親族と一部の婦警。
- ピアノ、フルート、シンセサイザー、ヴァイオリンが演奏できる。
- 実家は神戸だが、地元のTV局であるサンテレビジョンの存在は知らなかった[32]。
- アニメ版では海パン刑事については「名前も聞きたくない」ほどに嫌っている[33]。
- 大原同様に連載が長引くにつれて性格に綻びが生じており2010年以降は、両津からも呆れられる事も多くなった。